# Wierzchołek centralny
Wierzchołek centralny – wierzchołek grafu spójnego, którego najdłuższa droga łącząca go z pozostałymi jest niewiększa od długości dróg łączących pozostałe wierzchołki. Zbiór wszystkich wierzchołków centralnych danego grafu nazywa się centrum grafu.

## Definicja formalna
Niech {\displaystyle G=(V,E)} będzie grafem spójnym. Niech {\displaystyle e(v)=\max _{u\in V}~d(u,v)} oraz {\displaystyle m=\min _{v\in V}~e(v).} Wierzchołkiem centralnym nazwany zostanie każdy taki wierzchołek {\displaystyle c\in V,} dla którego zachodzi {\displaystyle e(c)=m.}